# Pfarrkirche St. Georgen im Lavanttal

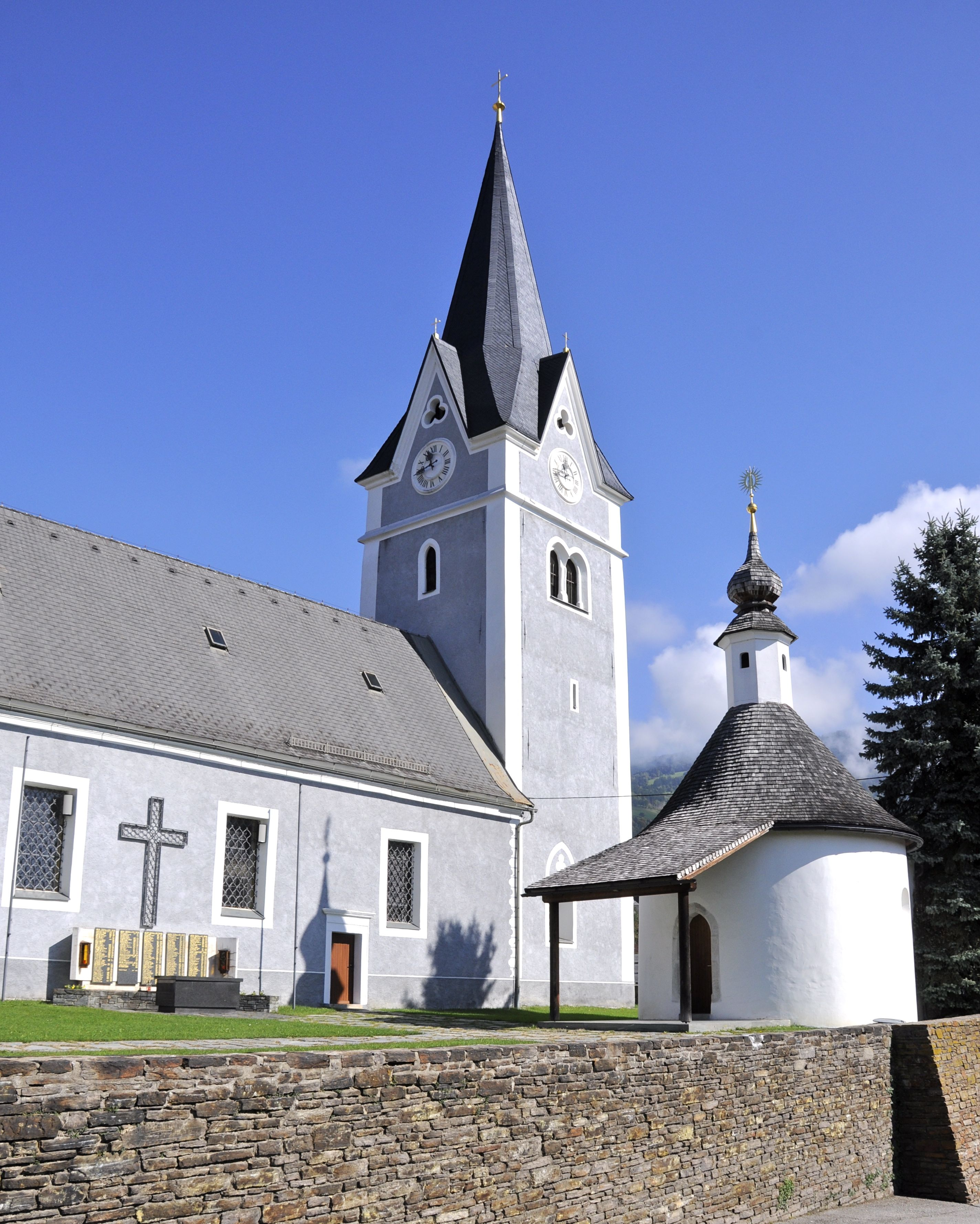
Außenansicht

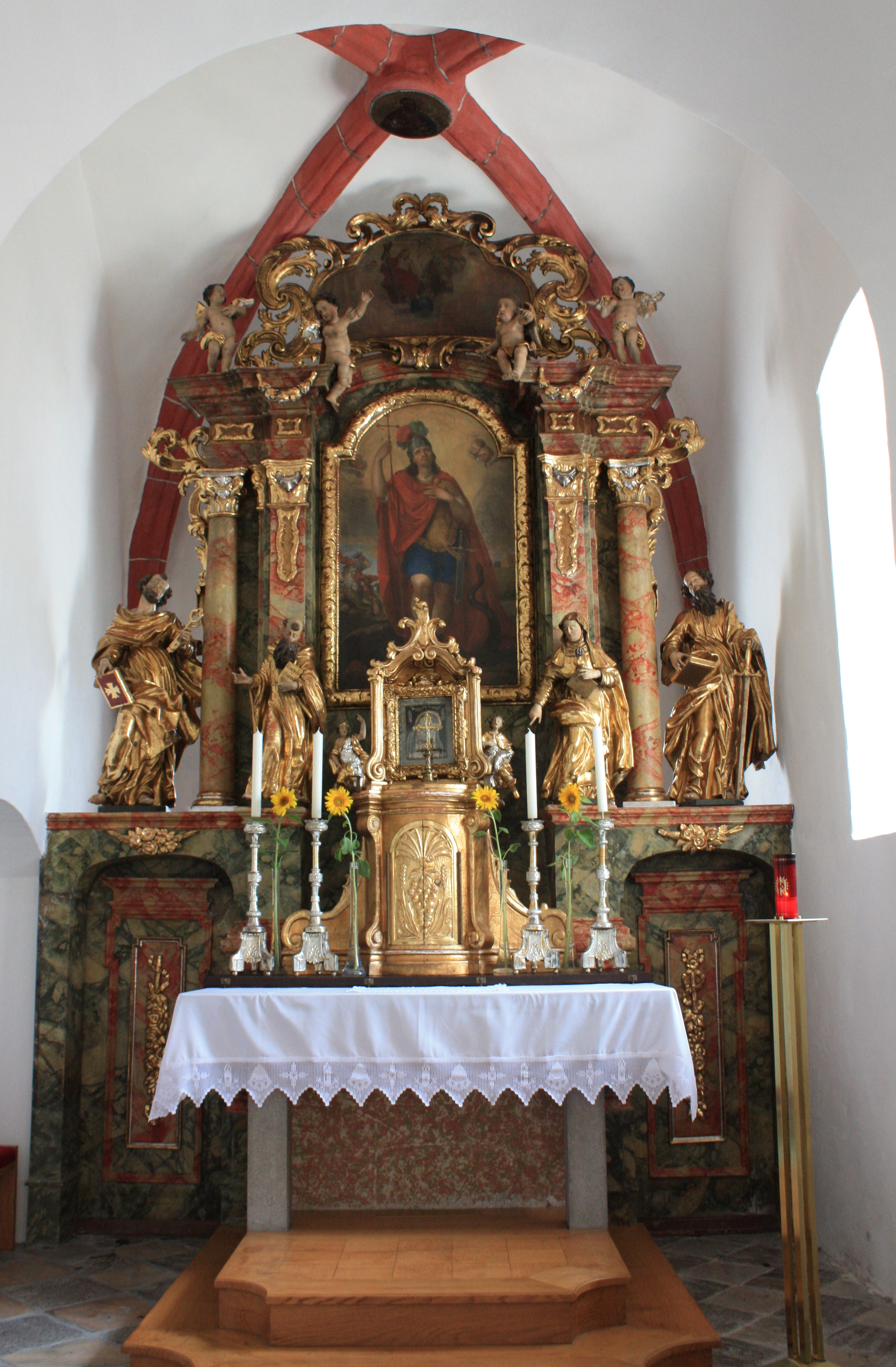
Hochaltar

Die Pfarrkirche St. Georgen im Lavanttal in der gleichnamigen Gemeinde wurde 1184 erstmals urkundlich erwähnt und 1246 als Pfarre genannt. Die auch unter dem Namen „St. Georgen unter Stein“ bekannte Kirche ist dem Stift St. Paul inkorporiert und wird von den Benediktinern betreut. Zur Pfarre gehört auch die Filialkirche Andersdorf.

## Baubeschreibung
Die im Kern aus dem 12. Und 13. Jahrhundert stammende romanische Chorturmkirche wurde in der Barockzeit verlängert. Der romanische Turm besitzt in Glockengeschoß spitzbogige Zwillingsfenster und wird von einem Spitzhelm bekrönt. Im Norden ist eine barocke Sakristei angebaut. Das profilierte, barocke Westportal mit geradem Sturz wird von einem kleinen geschlossenen Vorbau gestützt.
Das Langhaus mit hölzerner Westempore ist flach gedeckt. Ein schmaler, rundbogiger Chorbogen verbindet das Langhaus mit dem quadratischen Chor im Turmerdgeschoß. Über dem Chor erhebt sich ein Kreuzrippengewölbe aus der ersten Hälfte des 14. Jahrhunderts mit figürlichen Konsolen und einem Schlussstein. Das nördliche Kragsteinportal bildet den Zugang zur tonnengewölbten Sakristei. Das spitzbogige Fenster Chor stammt aus der Gotik. In den barocken Fenstern des Langhauses sind Glasscheiben von 1913 mit den Darstellungen der heiligen Laurentius und Leonhard zu sehen.

## Einrichtung
Der Hochaltar von 1768 mit Opfergangsportalen trägt ein Altarblatt aus dem 19. Jahrhundert mit der Wiedergabe heiligen Georg, flankiert von den barocken Statuen der heiligen Benedikt und Scholastika sowie der Apostelfürsten Petrus und Paulus.
Die beiden Seitenaltäre entstanden um 1720/1730. Der linke Altar birgt in der Nische eine Immaculatastatue aus dem 19. Jahrhundert, der rechte eine um 1720/1730 gefertigte Statue des Guten Hirten. Ein Kruzifix aus dem 19. Jahrhundert, ein Leinwandbild der Maria Magdalena aus dem dritten Viertel des 19. Jahrhunderts sowie die barocken Konsolstatuen Johannes der Täufer und der Evangelist Lukas ergänzen die Ausstattung der Kirche.

## Karner
Der Karner südlich der Kirche ist ein gotischer Rundbau mit einer Rechteckapsis und einer 1999 errichteten Vorlaube. Das Kegeldach wird von einem Dachreiter mit Zwiebelhelm bekrönt. Der Karner dient heute als Aufbahrungshalle.
In der Friedhofsmauer findet sich eine römerzeitliche Grabinschrift für Primus und Tertia.